# Dicyemennea
Dicyemennea is een geslacht in de taxonomische indeling van de Rhombozoa. Deze minuscule, wormachtige parasieten hebben geen weefsels of organen en bestaan uit slechts enkele tientallen cellen.
Het organisme behoort tot de familie Dicyemidae. Dicyemennea werd in 1883 beschreven door Whitman.